# Cymbomorpha nigrofasciata
Cymbomorpha nigrofasciata är en insektsart som beskrevs av Leon Fairmaire. Cymbomorpha nigrofasciata ingår i släktet Cymbomorpha och familjen hornstritar. Inga underarter finns listade i Catalogue of Life.